# Amblycerus alternatus
Amblycerus alternatus is een keversoort uit de familie bladkevers (Chrysomelidae). De wetenschappelijke naam van de soort werd in 1954 gepubliceerd door Maurice Pic.